# Flora Australiei

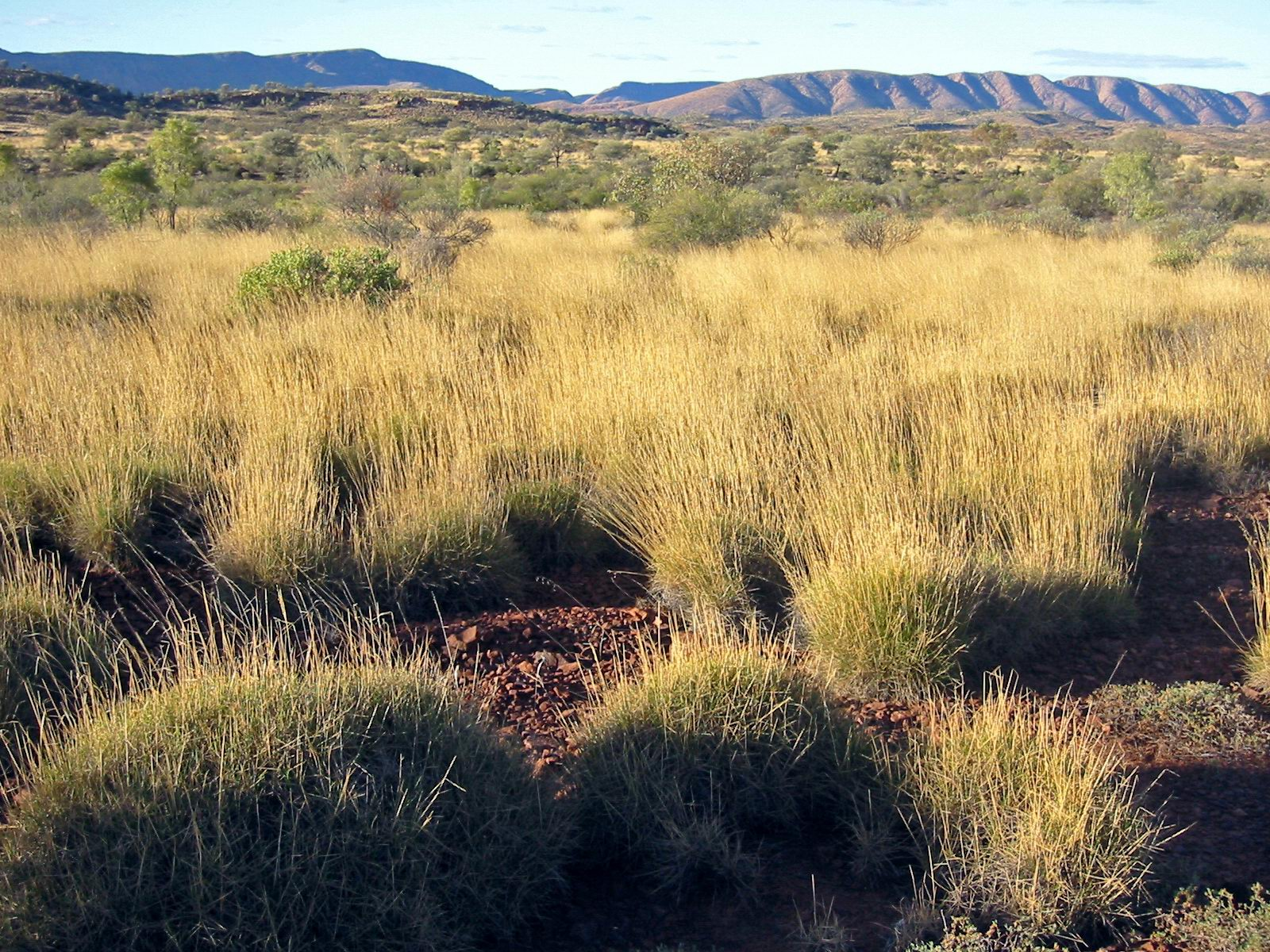
Regiune de savană cu ierburi din genul Spinifex, (Triodia)

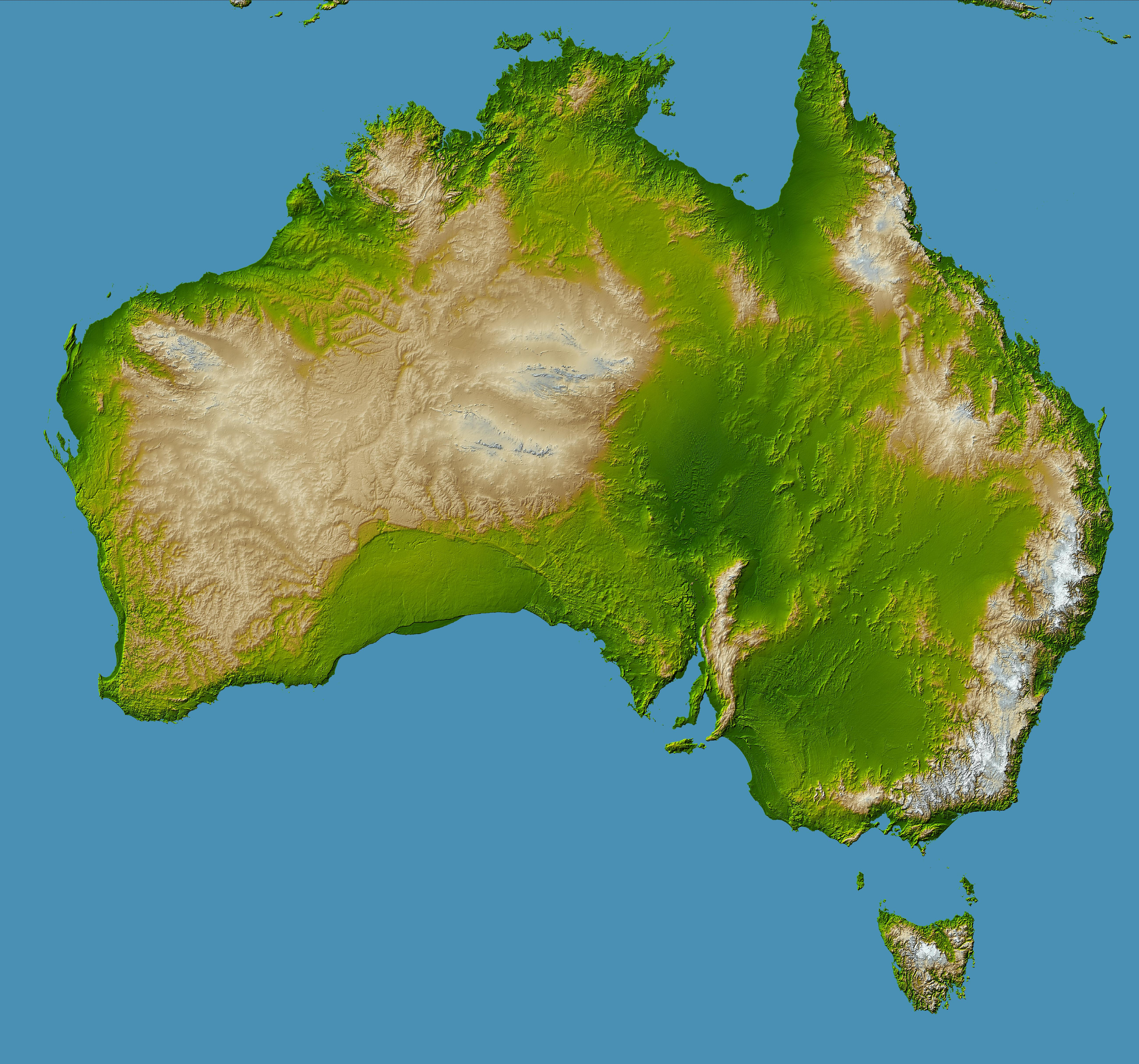
Flora Australiei

Flora Australiei constă în cea mai mare parte din plante endemice, ceea ce face ca Australia să aibă o floră caracteristică. Flora aceasta se întinde pe teritoriul continentului australian ca și pe teritoriul insulei Tasmania. Ea cuprinde cca. 20.000 de specii de plante. Printre plantele întâlnite mai frecvent se poate aminti eucaliptul, diferite specii de salcâm care pot să numere între  850 și 1.000 de specii. Aceste două genuri de plante sunt tipice continentului. În regiunile aride domină vegetația de ierburi reprezentate mai cu seamă prin genurile Triodia și Astrebla. Pădurile ecuatoriale ocupă în Australia un teritoriu foarte restrâns, însă cuprind o varietate mare de specii de plante. În Australia se găsesc păduri variabil umede, păduri cu arbuști permanent verzi cu frunze tari, savane și păduri-galerii.